# Zlatari (Brus)
Zlatari (em cirílico: Златари) é uma vila da Sérvia localizada no município de Brus, pertencente ao distrito de Rasina. A sua população era de 593 habitantes segundo o censo de 2011.

## Demografia
| 1948 | 1953 | 1961 | 1971 | 1981 | 1991 | 2002 | 2011 |
| ---- | ---- | ---- | ---- | ---- | ---- | ---- | ---- |
| 1264 | 1267 | 1182 | 1008 | 752  | 745  | 637  | 593  |